# Sphaerodactylus glaucus
Sphaerodactylus glaucus är en ödleart som beskrevs av  Cope 1866. Sphaerodactylus glaucus ingår i släktet Sphaerodactylus och familjen geckoödlor. Inga underarter finns listade i Catalogue of Life.